# Prusice (stacja kolejowa)
Prusice – dawna wąskotorowa stacja kolejowa w Prusicach, w gminie Prusice, w powiecie trzebnickim, w województwie dolnośląskim, w Polsce. Została otwarta w 1895 roku, a zamknięta w 1991 roku.